# Билерцел
Билерцел (њем. Bühlerzell) општина је у њемачкој савезној држави Баден-Виртемберг. Једно је од 30 општинских средишта округа Швебиш Хал. Према процјени из 2010. у општини је живјело 2.062 становника. Посједује регионалну шифру (AGS) 8127013.

## Географски и демографски подаци
Билерцел се налази у савезној држави Баден-Виртемберг у округу Швебиш Хал. Општина се налази на надморској висини од 393 метра. Површина општине износи 49,3 km². У самом мјесту је, према процјени из 2010. године, живјело 2.062 становника. Просјечна густина становништва износи 42 становника/km².

## Међународна сарадња
| Мјесто        | Држава   | Врста сарадње | Од    |
| ------------- | -------- | ------------- | ----- |
| Санкт Коломан | Аустрија | партнерство   | 1978. |
| Извор         |          |               |       |